# Sheila Reid (Leichtathletin)
Sheila Reid (* 2. August 1989 in Toronto) ist eine ehemalige kanadische Leichtathletin, die sich auf den Langstreckenlauf spezialisiert hat.

## Sportliche Laufbahn
Erste Erfahrungen bei internationalen Meisterschaften sammelte Sheila Reid bei den Crosslauf-Weltmeisterschaften 2006 in Fukuoka, bei denen sie nach 21:52 min auf den 46. Platz im U20-Rennen gelangte. Im Jahr darauf kam sie bei den Crosslauf-WM in Mombasa im U20-Rennen nicht ins Ziel und gewann im Juli bei den Panamerikanischen Juniorenmeisterschaften in São Paulo in 2:08,13 min die Bronzemedaille im 800-Meter-Lauf. Zudem begann sie ein Studium an der Villanova University in den Vereinigten Staaten. 2011 wurde sie NCAA-Hallenmeisterin über die Distanz-Staffel und sicherte sich im Freien die Collegetitel über 1500 und 5000 Meter. Im Jahr darauf nahm sie im 5000-Meter-Lauf an den Olympischen Sommerspielen in London teil und schied dort mit 15:27,41 min in der Vorrunde aus. 2013 kam sie bei den Weltmeisterschaften in Moskau mit 4:10,90 min nicht über den Vorlauf über 1500 Meter hinaus und 2016 gelangte sie bei den Hallenweltmeisterschaften in Portland mit 9:19,67 min auf den zwölften Platz im 3000-Meter-Lauf. Im Jahr darauf schied sie bei den Weltmeisterschaften in London mit 4:13,12 min in der ersten Runde im 1500-Meter-Lauf aus und beendete daraufhin ihre aktive sportliche Karriere im Alter von 28 Jahren.
2011 wurde Reid kanadische Meisterin im 1500-Meter-Lauf sowie 2012 über 5000 Meter.

## Persönliche Bestzeiten
- 1500 Meter: 4:02,96 min, 1. Juni 2013 in Eugene
- 3000 Meter: 8:44,02 min, 26. Juli 2013 in London
  - 3000 Meter (Halle): 8:56,50 min, 5. Februar 2016 in New York City
- 5000 Meter: 15:23,64 min, 20. April 2012 in Walnut